# Червоний курінь смерті
Червоний курінь смерті (офіційна назва — Курінь смерті імені Кошового Івана Сірка .) — військова формація Дієвої армії УНР. Курінь був сформований наприкінці листопада 1918 року в Конотопі отаманом Ангелом.
Згідно Я. Тинченко курінь офіційно носив назву Чернігівський кінно-гонецький полк. За іншими даними на Чернігівщині з кінця грудня 1918 року діяв кінно-гонецький полк штабу Дієвої армії УНР, яким командував Микола Аркас.

## Історія
Курінь воював проти гетьмана Скоропадського, встановлював владу Директорії в Конотопі, Бахмачі, Прилуках та Ніжині, потім боровся з червоними. Наприкінці січня 1919 року вийшов з армії УНР і діяв самостійно. Після того, як війська УНР залишили Чернігівщину, курінь залишився на положенні партизанського. У кінці квітня 1919 року поблизу села Загреблі Лубенського повіту був розбитий більшовицькими військами і 3 травня 1919 року відступив на правий берег Дніпра, де влився до загону отамана Зеленого. 
Після повернення на початку літа 1919 року на Чернігівщину загін став називатися «Лицарське козацтво Лівобережжя», боровся з червоними.
Після захоплення Добровольчою армією Чернігівщини перейшов на початку вересня 1919 року на Житомирщину. Вів бої з червоноармійцями між Бердичевом і Козятином. Після загибелі отамана Ангела наприкінці 1919 року фактично перестав існувати.
Отаман Ангел хотів вдягти своїх козаків у червоні жупани, але обмежились довгими понад півметровими червоними шликами з золотими і срібними китицями на шапках.